# Geoorde treurduif
De geoorde treurduif (Zenaida auriculata) is een vogel uit de familie Columbidae (duiven en tortels).

## Verspreiding en leefgebied
Deze soort komt wijdverspreid voor in Zuid-Amerika en telt elf ondersoorten:
- Z. a. caucae: westelijk Colombia.
- Z. a. antioquiae: het noordelijke deel van Centraal-Colombia.
- Z. a. pentheria: oostelijk Colombia en westelijk Venezuela.
- Z. a. vinaceorufa: de Nederlandse Antillen.
- Z. a. stenura: de Kleine Antillen, Trinidad, centraal Colombia tot de Guiana's en noordelijk Brazilië.
- Z. a. jessieae: lager gelegen Amazonebekken (Brazilië).
- Z. a. marajoensis: De grote riviermond van de Amazonerivier (Brazilië).
- Z. a. noronha: noordoostelijk Brazilië, Fernando de Noronha (Brazilië).
- Z. a. hypoleuca: westelijk Ecuador en westelijk Peru.
- Z. a. chrysauchenia: van Bolivia tot centraal Brazilië, zuidelijk tot Vuurland.
- Z. a. auriculata: centraal Chili en het westelijke deel van Centraal-Argentinië.